# Georgios Papanikolaou
Georgios Nicholas Papanikolaou, řecky Γεώργιος Παπανικολάου (13. května 1883 – 19. února 1962), byl řecko-americký lékař a vědec, průkopník cytopatologie a snah odhalit rakovinné bujení v jeho počátcích – za tím účelem vyvinul tzv. PAP test, který byl pojmenován právě po něm (PAP od jména Papanikolaou).
Vystudoval lékařství na Athénské univerzitě (1904), doktorský titul (PhD) získal poté na univerzitě v Mnichově (1910). V roce 1913 přesídlil do USA, na Cornellovu univerzitu. Americké občanství získal roku 1928. Právě již v tomto roce učinil objev, že rakovinu dělohy lze indikovat jednoduchým testem, za pomoci stěru buněčné tkáně ve vagíně. Široký ohlas tento objev vyvolal však až roku 1943, kdy ho publikoval s kolegou Herbertem Trautem pod názvem Diagnosis of Uterine Cancer by the Vaginal Smear. Metoda se stala základem PAP testu, který dokáže objevit karcinom děložního hrdla již v raných stadiích rozvoje, což zvyšuje naděje na úspěšné vyléčení. Roku 1961 přesídlil na Miamskou univerzitu, kde začal budovat Papanicolaou Cancer Research Institute, záhy však zemřel.
V roce 1950 získal prestižní Lasker-DeBakey Clinical Medical Research Award. V letech 1995–2001 byl jeho portrét na desetitisícové bankovce řecké drachmy. V roce 2009 obsadil v anketě Velcí Řekové druhé místo.